# Finn Wirlmann
Finn Wirlmann (* 18. Juli 1996) ist ein deutscher Fußballspieler.

## Karriere
Finn Wirlmann spielte in seiner Jugend für den SV Grün-Weiß Todenbüttel, den FC Fockbek und bis 2010 für den Büdelsdorfer TSV. Zum 1. Juli 2010 wechselte er in ablösefrei in die Jugendmannschaft von Holstein Kiel.
Seit der Saison 2014/15 spielt Wirlmann in der ersten Mannschaft des Vereins. Sein erstes Spiel bestritt er am 9. August 2014 gegen den VfB Stuttgart II; sein erstes Tor schoss er am 27. September 2014 gegen die SG Sonnenhof Großaspach.
Da er sich in der Saison 2015/16 nicht nachhaltig bei der ersten Mannschaft durchsetzen konnte, wurde er für die Saison 2016/17 an den Nord-Regionalligisten ETSV Weiche Flensburg verliehen. Zur Saison 2017/18 erwarb der in SC Weiche Flensburg 08 umbenannte Klub die Transferrechte an Wirlmann. Im Sommer 2024 wechselte Wirlmann wieder zu Holstein Kiel in die Zweite Mannschaft.